# 湖南蓝猫动漫传媒有限公司
湖南蓝猫动漫传媒有限公司（曾用名三辰影库、三辰卡通），是一家中国动画公司，建立于1996年。曾制作蓝猫系列动画作品。

## 历史
2005年1月，三辰卡通向法院起诉宏梦卡通其所创办的动漫形象与三辰卡通的动漫形象有相似之处。2007年3月双方庭外和解，包括三辰卡通对宏梦卡通已经制作发行的“虹猫蓝兔”节目表示谅解，宏梦卡通承诺以后不制作发行除《虹猫蓝兔七侠传》系列以外其他“虹猫蓝兔”节目。
2007年11月28日，三辰卡通和宏梦卡通正式宣布达成战略合作。宏梦卡通控股三辰卡通，三辰卡通持有宏梦卡通一定的比例。

## 外部連結
- 湖南蓝猫动漫传媒有限公司官網